# 한국폴리텍대학 항공캠퍼스
한국폴리텍대학 항공캠퍼스는 대한민국의 기능대학이다.

## 연혁
- 1993년 국립 공업전문대학 설립 건의
- 1995년 항공대학 설립계획 확정
- 1997년 항공대학 건립공사 착공
- 2000년 교육인적자원부의 항공기능대학 설립인가
- 2001년 건설교통부의 항공정비사 면장과정 인가, 산학기술연구소 설립
- 2003년 제1회 졸업생 학위 수여
- 2004년 전국 기능대학 교육평가부분 최우수대학 선정
- 2006년 한국폴리텍항공대학으로 교명변경
- 2012년 한국폴리텍대학 항공캠퍼스로 교명변경

## 학과
- 항공정비과
- 항공전기전자정비과
- 항공모빌리티과
- 항공모빌리티정비과
- 2026년 항공기계공학과(심화 전문과정) 재개설 예정